# Distretto di Qingyunpu
Il distretto di Qingyunpu (青云谱区S, Qīngyúnpǔ QūP) è un distretto della Cina, situato nella provincia di Jiangxi e amministrato dalla prefettura di Nanchang.